# 脱亜論
『脱亜論』（だつあろん）は、1885年（明治18年）3月16日の新聞『時事新報』紙上にて掲載された無署名の社説である。1933年（昭和8年）に石河幹明編『続福澤全集』第2巻（岩波書店）に収録されたため、それ以来、福澤諭吉が執筆したと考えられるようになった。
歴史学者の平山洋によれば、1950年（昭和25年）以前に「脱亜論」に言及した文献は発見されておらず、発見されている最初の文献は翌1951年（昭和26年）11月に歴史家の遠山茂樹が発表した「日清戦争と福沢諭吉」（福沢研究会編『福沢研究』第6号）である。「脱亜論」が一般に有名になったのはさらに遅れて1960年代後半である。

## 社説概要
1885年3月16日に脱亜論は新聞『時事新報』の社説として掲載された。原文は無署名の社説で、本文は片仮名漢字表記、長さは400字詰原稿用紙で、約6枚である。

### 第1段落
まず、執筆者は交通手段の発達による西洋文明の伝播を「文明は猶麻疹の流行の如し」と表現する。それに対し、これを防ぐのではなく「其蔓延を助け、國民をして早く其気風に浴せしむる」ことこそが重要であると唱える。その点において日本は文明化を受け入れ、「獨り日本の舊套を脱したるのみならず、亞細亞全洲の中に在て新に一機軸を出し」、アジア的価値観から抜け出した、つまり脱亜を果たした唯一の国だと評する。

### 第2段落
「不幸なるは近隣に國あり」として、支那（清）と朝鮮（李氏朝鮮）を挙げ、両者が近代化を拒否して儒教など旧態依然とした体制にのみ汲々とする点を指摘し「今の文明東漸の風潮に際し、迚も其獨立を維持するの道ある可らず」と論じる。そして、甲申政変を念頭に置きつつ両國に志士が出て明治維新のように政治體制を變革できればよいが、そうでなければ両国は「今より數年を出でずして亡國と為り」、西洋列強諸国に分割されてしまうだろう、と推測する。
その上で、このままでは西洋人は清・朝鮮両国と日本を同一視してしまうだろう、間接的ではあるが外交に支障が少なからず出ている事は「我日本國の一大不幸」であると危惧する。そして、社説の結論部分において、東アジアの悪友である清国と朝鮮国とは、隣国という理由で特別な関係を持つのではなく欧米諸国と同じような付き合いかたにして、日本は独自に近代化を進めて行くことが望ましいと結んでいる。

## 「脱亜論」執筆の背景

### 福澤諭吉と朝鮮との関係
福澤が創設した慶應義塾には近代における朝鮮からの正式な留学生の第1号として兪吉濬が1881年（明治14年）6月以来学んでおり、福澤は兪を通じて朝鮮への理解を深め、諺文（ハングル）使用が朝鮮近代化と民衆の教化に必要と考えていた。
1881年（明治14年）に訪日した開化派の金玉均とも親交を結んだ福澤は『時事小言』を発表し、朝鮮の文化的誘導の必要性を主張した。さらに、1882年（明治15年）7月23日に発生し日本公使館が襲撃され日本人が殺害された壬午事変の事後処理のため同年9月に訪日した朴泳孝を正使とする修信使が福澤を訪問した。日本の文物を視察しながら朝鮮近代化の方策を模索していた金玉均を含む修信使一行は福澤にこれを推進するための要員斡旋を依頼した。同年9月8日付け『時事新報』は社説「朝鮮の償金五十萬圓」で「今朝鮮國をして我國と方向を一にし共に日新の文明に進ましめんとするには、大に全國の人心を一變するの法に由らざる可らず。即ち文明の新事物を輸入せしむること是なり。海港修築す可し、燈臺建設す可し、電信線を通じ、郵便法を設け、鐵道を敷き、滊船を運轉し、新學術の學校を興し、新聞紙を發行する等、一々枚擧す可からず」と報じた。福澤は朝鮮開化の具体的手段のひとつとして新聞発行に同意した修信使に慶應義塾出身の牛場卓蔵と高橋正信を学事顧問名義で斡旋するとともに、朝鮮事情調査を目的として福澤家で書生をしていた井上角五郎を同行させた。1883年（明治16年）1月11日〜13日付け『時事新報』は社説「牛場卓造君朝鮮に行く」を掲載した。また、福澤は発行する新聞に漢諺混合文の採用を強く推し、自費でハングル活字を鋳造させていた。
1883年（明治16年）1月に帰国した朴泳孝は漢城府判尹（知事）に就任し、国王高宗から漠城府主導下に新聞を発行する許可を得たものの、壬午事変後の守旧派の巻き返しにより左遷されて新聞発行は頓挫し、牛場と高橋の両名は帰国した。残った井上は統理交渉通商事務衙門協弁（外務次官）金允植の知遇を得て同年6月に外交顧問、新聞発行の主体となった博文局主任となり、10月に朝鮮近代で最初の新聞である『漢城旬報』発行にこぎ着けた。しかし、1884年（明治17年）1月30日付け第10号掲載の清国兵の横暴を諌める記事「華兵犯罪」が清国勢力に咎められ、井上は責任を取る形で辞任、帰国に追い込まれた。
日本の外務省の支持を受けて井上は同年7月に朝鮮に再渡航し、朝鮮の外務顧問と博文局主任の地位に復し、井上の離任後暫くして休刊となっていた『漢城旬報』を再刊した。しかし、12月4日に朝鮮で起きた甲申政変に清が介入し、『漢城旬報』の印刷所も焼き討ちにあって廃刊。新聞発行の支持基盤であった開化派は一掃され、井上は12月11日に朝鮮を離れた。

### 「脱亜論」掲載前の論説
「脱亜論」の約3週間前の1885年（明治18年）2月23日と2月26日に掲載された論説に、「朝鮮独立党の処刑（前・後）」がある。この論説では、甲申政変後に金玉均、徐載弼、徐光範ら開化派の三親等が全て残忍な方法で処刑されたことを非難している。（ただし、金玉均の妻子は後に発見された。）
平山洋は『福沢諭吉の真実』において、「脱亜論」がこの論説（後編）の要約になっていると主張している。また、次の記述が「脱亜論」にも影響を与えたのではないかと指摘している。

### 「脱亜論」掲載後の論説
「脱亜論」の5ヶ月後の1885年（明治18年）8月13日に掲載された論説に、「朝鮮人民のためにその国の滅亡を賀す（朝鮮滅亡論）」がある。政府による「一国民としての栄誉、生命と私有財産の保護」が行われない現状であるならば、朝鮮に支配の手を伸ばしているイギリスやロシアの法治にある方が、朝鮮人民にとっては幸福ではないかと逆説的な主張をしている。この論説の結尾はこの通りである。なお、この社説を掲載した時事新報は、8月15日から1週間の発行停止処分となったため、続編の「朝鮮の滅亡は其国の大勢に於て免るべからず」は没となった。

## 脱亜論の評価

### 日本での評価
日本の初等・中等教育の歴史教科書においても、「脱亜論」社説を「日本が欧米列強に近づくためにアジアからの脱却を唱えた物で、日本がアジアの1ヵ国であることを否定している」と定義付け、「日本人がアジアを蔑視する元となった脱亜入欧の代表的言説」と教えていることが多い。が、この論文に至った甲申事変や当時の歴史的背景を教えていない事も多く、「脱亜論」の一部だけを取り上げて、「脱亜論」社説を正しく解釈していない、と言う意見も存在する。丸山眞男は、福沢が実践的にも早くからコミットしていた金玉均ら朝鮮開化派による甲申事変が三日天下に終わったことの失望感と、日本・清国政府・李氏政権がそれぞれの立場から甲申事変の結果を傍観・利用したことに対する焦立ちから、「「脱亜論」の社説はこうした福沢の挫折感と憤激の爆発として読まれねばならない」と説明する。また、丸山は、福澤が「脱亜論」を執筆したと仮定しても、福澤が「脱亜」という単語を使用したのは「脱亜論」1編のみであると指摘した。それゆえ、「脱亜」という単語は福澤においてはキーワードでないと述べた。さらに、「入欧」という単語に至っては、福澤諭吉は（署名著作と無署名論説の全てにおいて）一度も使用したことがなく、したがって「脱亜入欧」という成句も福澤が一度も使用していないことを指摘した。さらに、丸山は「脱亜入欧」という成句が福澤と結びつけて考えられるようになるのはたかだか1950年代以降のことであり、戦前の福澤研究や石河幹明の『福澤諭吉伝』においても「脱亜」とか「脱亜入欧」とかいう語句が登場することはなく、社説「脱亜論」に関してもほとんど引用されたことはないと指摘した。
実際、見つかっている「脱亜論」に関する最初のコメントは1951年（昭和26年）の遠山茂樹「日清戦争と福沢諭吉」である。「脱亜論」が一般に有名になったのはさらに遅れて1960年代である。
岩波書店で『福沢諭吉書簡集』編集に携わった西川俊作は、「この短い（およそ二、二〇〇字の）論説一篇をもって、彼を脱亜入欧主義の「はしり」であると見るのは短絡であり、当時の東アジア三国のあいだの相互関連を適切に理解していない見方である」と指摘する。
坂本多加雄は、甲申政変の失敗と清国の強大な軍事力を背景にして、「「脱亜論」は、日本が西洋諸国と同等の優位の立場でアジア諸国に臨むような状況を前提にしているのではなく、むしろ逆に、朝鮮の一件に対する深い失望と、強大な清国への憂慮の念に駆られて記された文章ではないか」と説明する。
坂野潤治は、福澤の状況的発言は当時の国際状況、国内経済などの状況的認識と対応していることを強調し、甲申事変が失敗したことにより状況的認識が変化して「脱亜論」が書かれたと説明して、「これを要するに、明治十四年初頭から十七年の末までの福沢の東アジア政策論には、朝鮮国内における改革派の援助という点での一貫性があり、「脱亜論」はこの福沢の主張の敗北宣言にすぎないのである。福沢の「脱亜論」をもって彼のアジア蔑視観の開始であるとか、彼のアジア侵略論の開始であるとかいう評論ほど見当違いなものはない」と解説する。
北岡伸一は、坂野潤治による「脱亜論」を「福沢の敗北宣言」とする解釈に賛同し、「ここで福沢が言っているのは、日本は朝鮮を独力で文明開化に導き、特殊密接な関係を作りあげたいという明治十四年以来の構想を断念したということであった」と解説している。
安川寿之輔は、初期の福澤の思想にも国権論的立場を見出し得るのであるから、「脱亜論」がそれ以前の福澤の考えと比較して特段異なるものとはいえないと指摘する。ヘイトスピーチの元祖であるとし、福沢が明治期最大の啓蒙思想家であるとの認識が広まった理由として、丸山眞男による一連の福沢論の存在があり、丸山は自らの思想を福沢に仮託しようとするあまり、福沢のテキストに対して「実体を超えた読み込み」を行ったとして丸山も「丸山諭吉」と批判している。
平山洋は、「脱亜論」が甲申政変とその後の弾圧に対する影響で書かれた社説であることに注目して、「第二次世界大戦後になって、「脱亜論」中の、「支那人が卑屈にして恥を知らざれば」（全10二百四十頁）とか、「朝鮮国に人を刑するの惨酷（ざんこく）あれば」とかいった記述がことさらに取り上げられることになったが、そうした表現は一般的な差別意識に根ざすものではなく、この甲申政変の過酷な事後処理に対する批判にすぎなかったのである。こうした時事的な部分を除いてしまえば、「脱亜論」は、半開の国々は西洋文明を取り入れて自から近代化していくべきだ、という『文明論之概略』の主張と少しも変わらない」と解説している。
小説家の清水義範は、小説中の文学探偵が「脱亜論」を読んだ感想として、「日本は文明国だから、中国、朝鮮を支配していい、なんて考えておらず、当然のことながらそんなことは書いていない。むしろ、西洋列強の野望渦巻く苛烈な国際情勢下で、ひとり先に文明開化した日本が独立をまっとうせんがためには致し方なく中国、朝鮮と袂を分かたなければいけない……それが脱亜という選択肢である」と語らせている。
他には、興亜論へのアンチ・テーゼとして「脱亜論」が発表されたとの考えもある。

### 中国・韓国での評価
中国・韓国では、「脱亜論」は「アジア蔑視および侵略肯定論」であり、福澤は侵略主義者として批判的に取り上げられている。一例として、林思雲の論文「福沢諭吉の「脱亜論」を読んで」中で言及されている中国内での理解、そして韓国の新聞中央日報に掲載された金永煕（キム・ヨンヒ）国際問題大記者執筆の2005年11月25日のコラム「日本よアジアに帰れ」がある。
平山洋は、中国人研究者の福澤批判はどれもほとんど同じパターンであって、バリエーションがないことを指摘し、その原因は中国人研究者が日本人研究者の福澤批判をそのまま繰り返していることによると推測している。
政治学者の小川原正道は2010年（平成22年）11月に北京大学で福澤に関する講演を行ったとき、北京大学の教授が「福沢には『脱亜論』以外の側面もあるんですね」と素直に驚きの感想を述べたのを目の当たりにして、「愕然としたことがある」と述べている。

## 起稿者の認定

### 『時事新報』論説の立案者と起稿者
「脱亜論」が時事新報に掲載された無署名論説であることから福沢の自筆であることに疑義を挟み、論説執筆者判定を展開する研究者もいる。実際に、福沢存命中に発行された『時事新報』は約六千号にものぼり、その全てを福沢は執筆していない。また、前述の通り、福沢が脱亜論を著したとする直接の証拠は存在しない。『正続福澤全集』の編纂者石河幹明は収録した時事新報の社説について、『続福澤全集』第1巻の「時事論集例言」で以下のように説明している。ただし、文中の「先生」は福沢本人を指していると推測されるが、その真偽は明らかにされていない。
さらに、石河は『続福澤全集』第5巻の「附記」で時事新報の社説における自身の役割を以下のように説明している。

### 『時事新報』論説のカテゴリー分け
上記の石河の説明をまとめて、平山洋は『時事新報』の論説を以下の４つのカテゴリーに分類した。
| カテゴリー | 分類                 | 立案者 | 起稿者 | 説明                                             |
| ---------- | -------------------- | ------ | ------ | ------------------------------------------------ |
| Ⅰ          | 「福沢真筆」         | 福沢   | 福沢   | 福沢が立案して執筆した                           |
| Ⅱ          | 「福沢立案記者起稿」 | 福沢   | 記者   | 福沢が立案して、社説記者が起稿し、福沢が添削した |
| Ⅲ          | 「記者立案福沢添削」 | 記者   | 記者   | 社説記者が立案して起稿し、福沢が添削した         |
| Ⅳ          | 「記者執筆」         | 記者   | 記者   | 社説記者が立案して起稿し、福沢は無関与           |

上記の石河の説明によると、『正続福澤全集』の「時事論集」に収録されている論説は全てカテゴリーⅠの「福沢真筆」とカテゴリーⅡの「福沢立案記者起稿」のみであり、カテゴリーⅢの「記者立案福沢添削」とカテゴリーⅣの「記者執筆」は含まれていないことになる。一方、平山の説明によると、カテゴリーⅡの「福沢立案記者起稿」とカテゴリーⅢの「記者立案福沢添削」とは外見上の区別がないので、論説の立案者を認定するのは難しいとされている。

### 井田メソッド
井田進也は井田メソッドを駆使して「脱亜論」関連論説の起稿者の認定を行った。井田メソッドとは、無署名文において使用される語彙や言い回しの特徴を分析して起稿者の認定を行う方法である。起稿者の認定は、関与の多い方から5段階のA、B、C、D、Eで表す。井田は『歴史とテクスト――西鶴から諭吉まで』（光芒社、2001年）で「脱亜論」の認定を行い、「『脱亜論』の前段には福沢的でない『東洋に國するもの』、ごく稀な『力めて』『揚げて』、高橋の『了る』（福沢は稀）『横はる』が散見し、自筆草稿が発見されぬかぎり高橋が起稿した可能性を排除できないから、前回同様、福沢が高橋の原稿を真っ黒に塗抹したものとして、ほとんどAとしておこう。」と結論付け、時事新報記者で社説も執筆していた高橋義雄が起稿した可能性を排除できないとした。
さらに井田は「脱亜論」関連論説の起稿者の認定も行っている。「脱亜論」関連論説の認定結果の一覧表を引用する。「高橋」は前出の高橋義雄、「渡辺」は時事新報記者で社説も執筆していた渡辺治のことである。
|    | 論説名                           | 推定起稿者   | 評価 |
| -- | -------------------------------- | ------------ | ---- |
| 1  | 「外交論」「一」〜「五」         | 自筆草稿あり | ／   |
| 4  | 「脈既に上れり」                 | 高橋         | C    |
| 5  | 「東洋の波蘭（）」（第一日）     | 高橋         | E    |
|    | （第二日）                       | 高橋         | C    |
| 6  | 「支那風擯斥す可し」             | 福沢         | A    |
| 7  | 「輔車唇齒の古諺恃むに足らず」   | 渡辺         | D    |
| 10 | 「支那を滅ぼして欧州平なり」     | 高橋         | C    |
| 11 | 「軍費支弁の用意大早計ならず」   | 高橋         | D    |
| 12 | 「戦争となれば必勝の算あり」     | 渡辺・高橋   | E    |
| 13 | 「御親征の準備如何」             | 高橋         | D    |
| 14 | 「国交際の主義は脩身論に異なり」 | 福沢         | A    |
| 15 | 「脱亜論」                       | 高橋？       | A    |

なお、平山洋は井田の認定作業を受けて、次のように述べている。

## 「脱亜論」社説をめぐる議論の歴史
以下、静岡県立大学国際関係学部助教の平山洋の指摘による「脱亜論」についての言及について概観する 。

### 明治時代〜1950年代
1885年（明治18年）には「脱亜論」に対するコメントは見つかっていない。1885年（明治18年）3月16日以後の『時事新報』には、「脱亜論」に関する引用は発見されていない。また、1885年（明治18年）3月17日から3月27日にかけて、新聞『東京横浜毎日新聞』、『郵便報知新聞』、『朝野新聞』にもコメントが発見されていない。平山は1885年（明治18年）には「脱亜論」は何の反響も引き起こさなかったと推定している。その後も1885年（明治18年）から1933年（昭和8年）まで「脱亜論」に関するコメントは発見されておらず、そのため、平山は「脱亜論」は発表から48年4ヶ月の間、忘れられていたとしている。
1933年（昭和8年）7月、「脱亜論」が石河幹明編『続福澤全集』（岩波書店）に収録された。しかし、それ以降も1933年（昭和8年）から1950年（昭和25年）までの間、「脱亜論」に関するコメントは見つかっていない。

### 1950年代
「脱亜論」に関する最初のコメントは、1951年（昭和26年）11月に掲載された歴史学者の遠山茂樹による「日清戦争と福沢諭吉」（『福沢研究〈第6号〉』）で、遠山はこの論文で「脱亜論」を日本帝国主義のアジア侵略論と紹介した。
次いで1952年（昭和27年）5月に発行された、歴史学者の服部之総による「東洋における日本の位置」の中に発見された。服部之総は翌1953年（昭和28年）の論文「文明開化」でも言及した。
1956年（昭和31年）6月に発行された、歴史学者の鹿野政直による『日本近代思想の形成』（新評論社）の中に発見された。

### 1960〜1970年代
1960年（昭和35年）6月に、富田正文・土橋俊一編纂の『福澤諭吉全集〈第10巻〉』（岩波書店）に「脱亜論」が収録された。
同1960年（昭和35年）6月に地理学者飯塚浩二が論文「アジアと日本」で言及した。
1961年（昭和36年）6月に発行された、政治学者の岡義武による「国民的独立と国家理性」、および中国文学者の竹内好による「日本とアジア」の中に発見された。竹内は1963年（昭和38年）8月に刊行された現代日本思想大系第9巻『アジア主義』（筑摩書房）の解説「アジア主義の展望」において「脱亜論」の全文を引用している。
1967年（昭和42年）4月に、西洋思想史研究者河野健二の『福沢諭吉』が、同1967年（昭和42年）12月に鹿野政直『福沢諭吉』が発行された。両書は「脱亜論」へのコメントを含む新書版であったため、以来、「脱亜論」は日本帝国主義の理論として有名になった。
1970年代には同様の、「脱亜論」をアジア侵略の礎とする論説が多く発行された。

### 1980年代〜現在
1981年（昭和56年）3月に政治学者坂野潤治は『福沢諭吉選集』〈第7巻〉（岩波書店）の解説で、「脱亜論」の新しい解釈を提示した。坂野は「脱亜論」を福澤の朝鮮近代化に対する敗北宣言と解釈した。
1996年（平成8年）、比較文学者の井田進也は文体と語彙による起筆者判定方法（井田メソッド）を開発した。井田は『時事新報』の無署名論説に井田メソッドを適用して起筆者を判定している。
2000年代に入ると、東アジアの対立悪化を受けて、むしろ脱亜論の著者として福沢を称揚する動きが見られるようになった。
2006年（平成18年）、新しく発見された福澤の書簡（田中不二麿宛、1885年（明治18年）4月28日付）によると、「時事新報抔ニも専ら主戦論を唱へ候事なり。新報紙面と内実とハ全く別ニして、我非を蔽はんとるの切なるより態ト非を云わす、立派ニ一番之戦争ニ局を結て、永く支那人ニ対して被告之地位ニ立たんとしたるものゝみ」とあり、福澤の「脱亜論」を書く真意をうかがえる。
また、都倉武之は、『福澤諭吉全集』に収録分のみを対象としてではなく、紙面に戻り社説全てを通して検討する試みの必要性を訴えた。都倉のアプローチによる最新研究では、「脱亜論」の文脈が単なる「朝鮮改造論」の敗北宣言だけではなく、朝鮮問題をめぐる日清間のこじれた談判の焦燥感により、日清談判を注視しつづけた欧米諸国に対し親日的な世論を作り上げるための発信の一面もあったと指摘された。
2000年代後半、東アジア共同体運動が持ち上がったことで、これに反対する論者から脱亜論に学べという主張が起きた。同様の主張はその後も増加した。